# Pomfret
Pomfret är även en variantstavning av Pontefract

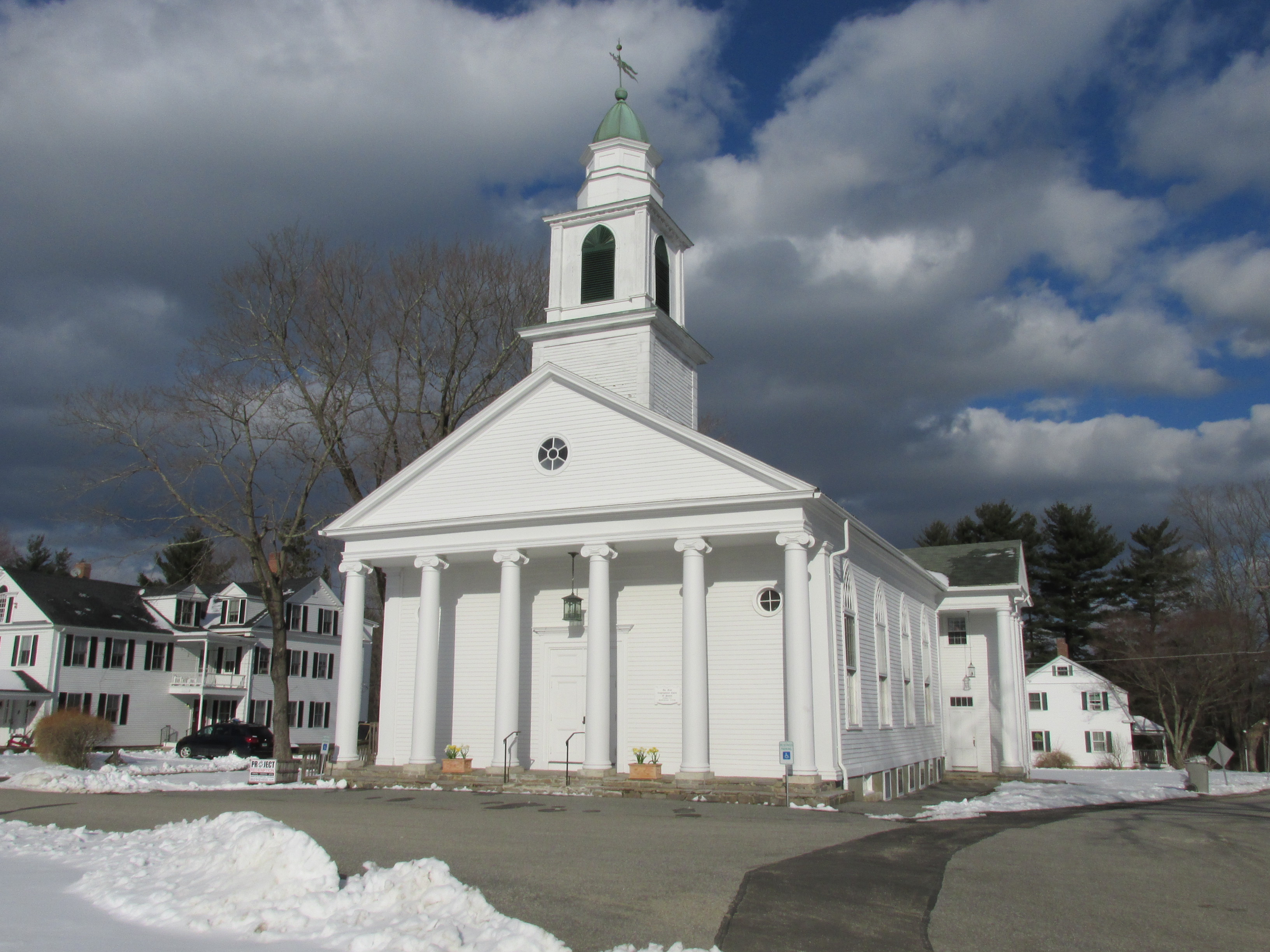

Pomfret är en kommun (town) i Windham County i delstaten  Connecticut, USA med cirka 3 798 invånare (2000). Den har enligt United States Census Bureau en area på 105,2 km². 